# Boris Avroech

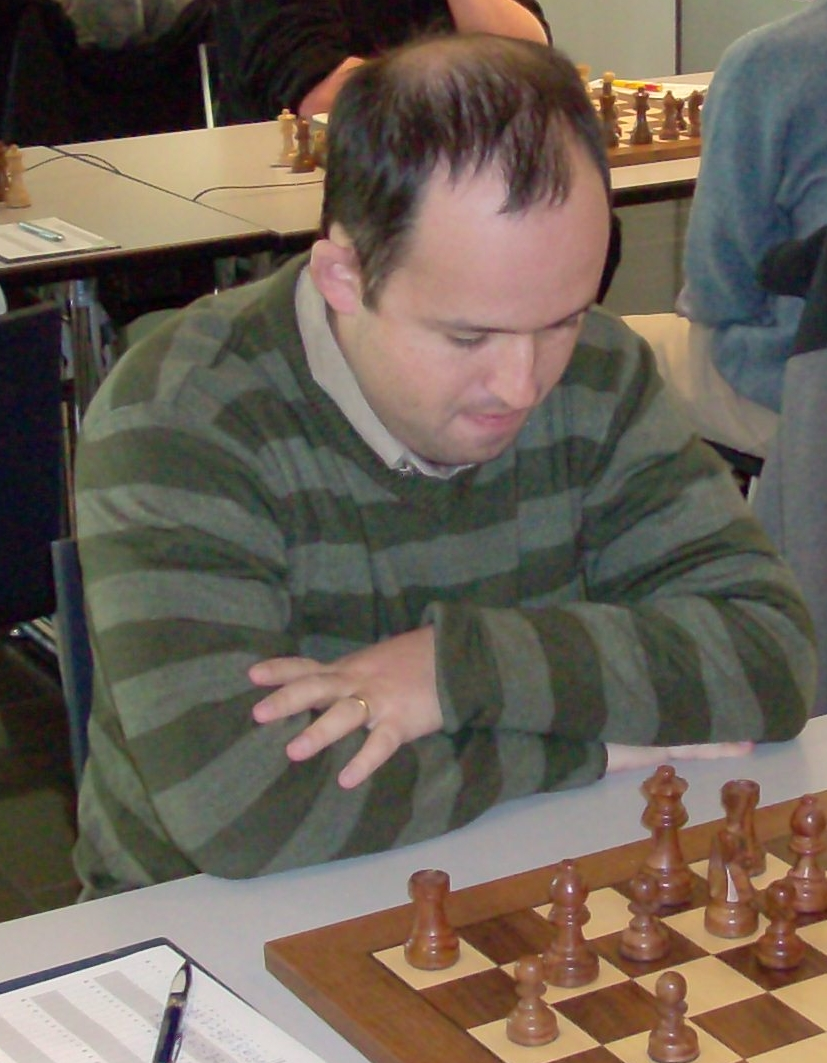
Boris Avroech

Boris Leonidovitsj Avroech (Hebreeuws: בוריס ליאונידוביץ' אברוך; Russisch: Борис Леонидович Аврух) (Qarağandı, 10 februari 1978) is een Kazachs-Israëlische schaker en tweevoudig Israëlisch schaakkampioen. Hij is sinds 1997 een grootmeester (GM). 

## Schaakcarrière
In 1990 won hij voor de Sovjet-Unie het wereldkampioenschap schaken tot twaalf jaar. Sinds 1998 speelt hij voor het Israëlische nationale schaakteam. 

In 1999 werd Avroech gedeeld 5e-6e met Alexander Huzman in Tel Aviv (Boris Gelfand, Ilya Smirin en Lev Psakhis wonnen). In 1999 won hij de A-groep van het Lost Boys Toernooi.
In 2000 werd hij gedeeld 1e-2e met Huzman in Biel en eindigde 6e op het Wydra toernooi in Haifa (Viswanathan Anand won). 
Avroech was twee keer kampioen van Israël: in 2000 (gedeeld met Alik Gershon) en in 2008. 
In 2001 won hij in Biel. Hij nam voorts deel aan het toernooi dat onderdeel was van het FIDE Wereldkampioenschap Schaken 2002, maar werd in de eerste ronde uitgeschakeld door Bartłomiej Macieja. In 2004 werd hij gedeeld 8e-9e in het door Viktor Kortsjnoj gewonnen rapidtoernooi in Beër Sjeva. 
Hij speelde in 2005 ook in het internationale schaaktoernooi "Acropolis" in Athene en in het schaakfestival van Gibraltar in 2005. In 2009 werd hij gedeeld eerste met Aleksandr Aresjtsjenko in het Zurich Jubilee Open toernooi.
Avroech publiceerde diverse boeken, waaronder The Classical Slav.
Hij noemt Garri Kasparov als zijn favoriete speler "vanwege zijn krachtige stijl en killer instinct."

## Resultaten in schaakteams
Boris Avroech speelde zes keer in het team van Israël in een Schaakolympiade:
- 1998, 33e Schaakolympiade in Elista, 2e reservebord  (+7 =2 –1)
- 2000, 34e Schaakolympiade in Istanboel, 3e bord  (+5 =4 –2)
- 2002, 35e Schaakolympiade in Bled,  eerste reservebord (+3 =3 –3)
- 2004, 36e Schaakolympiade in Calvià, 4e bord  (+5 =5 –0)
- 2006, 37e Schaakolympiade in Turijn, 4e bord  (+6 =3 –1)
- 2008, 38e Schaakolympiade in Dresden, bord 2/3  (+2 =4 –2)

Hij won een individuele gouden medaille in Elista in 1998 en een individuele bronzen medaille in Turijn in 2006. Met het team won hij een zilveren medaille in Dresden 2008. 